# Giao thông tại Newcastle
Giống như hầu hết các thành phố lớn, các khu vực đô thị Newcastle có một hệ thống rộng lớn của các liên kết đường bộ và vận tải đường bộ dựa trên các dịch vụ công cộng (xe buýt, taxi...) trải rộng hầu hết các vùng của cả Newcastle và hồ Macquarie và mở rộng vượt ra ngoài khu vực đô thị. Tuy nhiên chỉ có một tỷ lệ tương đối nhỏ của dân cư dọc các tuyến đường vận tải đường sắt lớn mới sử dụng đường tàu và các dịch vụ phà được giới hạn chỉ dành cho những người đi lại giữa Newcastle và Stockton. Trong khu vực đô thị, xe ô tô vẫn là hình thức ưu thế của giao thông vận tải. Tại thời điểm Tổng điều tra dân số năm 2001, chưa đến 4% dân số bắt các phương tiện giao thông công cộng, trong đó có khoảng 2,5% là đi bằng xe buýt và 1% sử dụng tàu hoặc phà để đi làm. Mặt khác, hơn 72% dân số sử dụng xe hơi khi đi làm. Newcastle, giống như tất cả các trung tâm đô thị lớn của Úc, có một hệ thống xe điện, tuy nhiên đã đóng cửa vào năm 1950.

## Đường bộ
Newcastle kết nối với các thành phố xung quanh nhờ các tuyến đường chính: Đường xa lộ Sydney-Newcastle (phía Nam), đường cao tốc New England (phía Tây) và đường cao tốc Pacific (phía Bắc). Hunter Street, phố mua sắm chính ở trung tâm thành phố Newcastle, là liên kết chính đến cao tốc Pacific.
Dịch vụ xe buýt trong vòng Newcastle được điều hành bởi Newcastle Buses & Ferries, một chi nhánh của Cơ quan Vận tải bang New South Wales. Tại Newcastle, các tuyến xe buýt cố định đều miễn phí vé.Ở đây sóng điều khiển phát ra từ bến đỗ cuối cùng của xe buýt gần trạm Newcastle thuộc Đường sắt thành phố trên bờ sông của trung tâm Newcastle. Điểm trung chuyển chính được đặt tại Đại học Newcastle, Wallsend, Glendale, Warners Bay, Belmont, Charlestown, Westfield Kotara và trạm Broadmeadow.

## Đường sắt
Newcastle là phục vụ bởi hai tuyến đường sắt thành phố cung cấp các dịch vụ đi lại địa phương và khu vực. Newcastle & Tuyến Centre Coast có dịch vụ tàu chạy mỗi giờ tới Sydney và thậm chí tần suất thường xuyên hơn Centre Coast. Line Hunter phục vụ chặng Mailand hai chuyến mỗi giờ và vài chuyến một ngày đi Scone và Dungog. CountryLink (dịch vụ đường sắt liên tỉnh / tiểu bang) vận hành hai tuyến chạy xuyên Newcastle qua trạm qua Broadmeadow. Dịch vụ này cung cấp những chuyến đi tới Moree, Armidale, Brisbane và Sydney. Newcastle đã từng mở dịch vụ hành khách đường sắt tới Belmont, Toronto, Lake Macquarie, Wallsend, Kurri Kurri và một số thị trấn, làng mạc giữa Maitland và Cessnock, nhưng những tuyến này hiện đã bị đóng cửa. Cuối những năm 1990 nảy sinh cuộc tranh luận về tương lai của tuyến đường sắt vào trung tâm Newcastle. Chính phủ New South Wales đã có kế hoạch cắt đường tại trạm Broadmeadow, kết thúc dịch vụ đường sắt vào Newcastle ở trung tâm thành phố, và bán đất đường sắt cũ để phát triển. Tuy nhiên, đề xuất này sau đó chìm xuống.

## Đường thủy
Cảng của Newcastle là quan trọng đối với đời sống kinh tế của Newcastle và vùng Hunter Valley xa hơn nữa. Hơn 90 triệu tấn than được vận chuyển thông qua cơ sở mỗi năm - cảng xuất khẩu than lớn nhất trên thế giới. Cảng Newcastle được coi là cảng đầu tiên của Australia. Than lần đầu tiên được xuất khẩu từ cảng vào năm 1799. Newcastle Buses & Ferries vận hành dịch vụ phà qua sông Hunter giữa trung tâm thành phố Newcastle và Stockton.

## Đường không
Sân bay Newcastle nằm cách trung tâm thành phố Newcastle 15 km (9 dặm) về phía bắc. Sân bay là một liên doanh giữa Hội đồng thành phố Newcastle và Hội đồng cảng Stephens và tăng trưởng nhanh chóng từ năm 2000 như là một kết quả của sự gia tăng trong hoạt động hàng không chi phí thấp. Sân bay này nằm tại RAAF Based Williamtown, thuộc Không quân Hoàng gia Úc trên đất thuê từ Bộ Quốc phòng. Newcastle Heliport vận hành dọc theo khu vực thấp hơn của cảng Newcastle. Việc đóng cửa của sân bay Belmont, thường được gọi là Aeropelican, trong các vùng ngoại ô hồ Macquarie của Marks Point đã làm cho Williamtown trở thành sân bay lớn duy nhất ở Newcastle.